# Zdeněk Šenkeřík
Zdeněk Šenkeřík (* 19. Dezember 1980 in Gottwaldov) ist ein tschechischer Fußballspieler. Der Stürmer spielte in seiner bisherigen Karriere in seinem Heimatland, der Türkei und Norwegen.

## Karriere
Zdeněk Šenkeřík spielte in seiner Jugend für TJ Nedašov, Sigma Olomouc und den FC Elseremo Brumov. 1997 wurde Šenkeřík, der zunächst im Mittelfeld spielte, an Svit Zlín ausgeliehen, wo er zu seinem Profidebüt kam. Im Herbst 1998 wurde er von FC Bohemians Prag verpflichtet, wo er allerdings nur ein Spiel bestritt und an den AFK Sokol Semice ausgeliehen wurde. Im Jahr 2000 leistete er seinen Wehrdienst bei Dukla Dejvice in der fünften Liga ab.
Nach seiner Rückkehr zu Bohemians gehörte Šenkeřík, nun als Stürmer, zu den Stammspielern. Anfang 2002 hatte Šenkeřík ein Angebot des damaligen Spitzenreiters Slovan Liberec, lehnte aber ab. Stattdessen wechselte er ein Jahr später zum FK Jablonec und erhielt einen Vertrag über zweieinhalb Jahre, den er im Oktober 2005 verlängerte. Schon vier Monate später wechselte er allerdings zum türkischen Erstligisten Malatyaspor. In Malatya unterschrieb der Stürmer einen Dreieinhalbjahresvertrag.
Nach dem letzten Spieltag der Saison 2005/06, wurden in einigen türkischen Medien Bestechungsvorwürfe gegen Zdeněk Šenkeřík und seine tschechischen Mitspieler Jiří Mašek und Jiří Homola erhoben. Angeblich sollen sie im Spiel gegen Gaziantepspor, das mit 0:1 verloren wurde und den eigenen Abstieg zur Folge hatte, eine absichtlich schlechte Leistung gebracht, dafür 100.000 Euro kassiert, und Denizlispor so zum Klassenerhalt verholfen haben. Die drei Spieler bestritten jeglichen Vorwurf, der alsbald von den zuständigen Behörden nicht weiterverfolgt wurde.
Im September 2006 wollte Slavia Prag Šenkeřík in die Gambrinus-Liga zurückholen, konnte sich mit Malatyaspor allerdings nicht einigen. Eine erneute Anfrage gab es im Winter 2007, sie blieb aber ebenso ergebnislos. Schließlich klappte der Wechsel zu Slavia doch noch im Juli 2007.
Šenkeřík wechselte im März 2009 zunächst auf Leihbasis zum norwegischen Erstligisten Stabæk Fotball.